# Marie Thérèse Dupoux
Marie Thérèse Dupoux, dite « Marithou », née à Port-au Prince le 25 décembre 1948 est peintre et sculptrice. 

## Biographie
Marie Thérèse Dupoux est née d’un père musicien, luthier et d'une mère, modiste. Marie Thérèse Dupoux est formée au Wilfried Academy de New York en 1969 et a travaillé quinze ans comme esthéticienne. Elle a commencé la peinture avec l’artiste Néhémy Jean. En 1982, elle a travaillé dans les ateliers de Jean-Pierre Théard, Roland Dorcély, Luce Turnier, et notamment Tiga (Jean-Claude Garoute), fondateur du mouvement Saint-Soleil, qui l’a initiée à la liberté de peindre et au travail de l’argile. En 1996, elle parachève cet apprentissage à l’atelier Mabouya de Lissa Jeannot Talleyrand, maître haïtien de la céramique d’art. Avec elle a appris la technique du Raku, pour laquelle elle nourrit une prédilection.
Elle s'efforce d'atteindre une expression totale dont les matières enrichiront considérablement son écriture et son vocabulaire.
À travers une recherche solitaire et persévérante, elle développe un langage symbolique unique, mettant en lumière son intérêt pour l'art primitif et réinventant la ligne picturale.    

### Réalisation
- 1998 ˸ Haïti ˸ Femmes et Création, Bibliothèque municipale deb Nantes, France.

- Compétition Internationale Convention Center, Los Angeles.

- 1997 ˸ Lobby Art Banque Mondiale, Haïti avec la galerie Marassa   ( Exposition collective ).
- 1996 ˸ Sentiment sur papier, Galerie Marassa.

- Bienal International de Pintera, Cuenca Équateur.